# Rho Phoenicis
Rho Phoenicis (ρ Phe) es una estrella de magnitud aparente +5,24 encuadrada en la constelación austral de Fénix.
Se encuentra, de acuerdo a la nueva reducción de los datos de paralaje de Hipparcos, a 241 años luz del sistema solar.
Rho Phoenicis es una gigante blanco-amarilla de tipo espectral F2III.
Con una edad de 800 millones de años, es una estrella evolucionada semejante a Caph (β Cassiopeiae), δ Scuti o ε Sextantis.
Tiene una temperatura efectiva de 6782 K  y una luminosidad 35 veces superior a la luminosidad solar.
Es 2,30 veces más masiva que el Sol y es una estrella rica en metales con una abundancia relativa de hierro casi el doble que la solar ([Fe/H] = +0,29).
Rho Phoenicis es una variable Delta Scuti que experimenta ligeros cambios de luminosidad producidos por pulsaciones radiales y no-radiales en su superficie; las antes citadas Caph y δ Scuti son variables de esta clase.
El período de oscilación de Rho Phoenicis es de 0,1836 días (4,4 horas), siendo su variación de brillo de sólo 0,04 magnitudes.